# Zacarías Bonnat
Zacarías Bonnat Michel (Bayaguana, Monte Plata, 27 de febrero de 1996) es un levantador de pesas dominicano. Ganó la medalla de plata en el evento masculino de 81 kg en los Juegos Olímpicos de Verano de 2020 en Tokio, Japón.